# Antonella Palmisano
Antonella Palmisano (ur. 6 sierpnia 1991 w Mottoli) – włoska lekkoatletka specjalizująca się w chodzie sportowym na 20 kilometrów.
Na mistrzostwach świata w Londynie (2017) zdobyła brązowy medal w chodzie na 20 kilometrów. Rok później stanęła na najniższym stopniu podium podczas mistrzostw Europy w Berlinie. W 2021 została w Tokio mistrzynią olimpijską. Brązowa medalistka światowego czempionatu w Budapeszcie (2023). W 2024 w Rzymie została mistrzynią Europy w chodzie na 20 kilometrów.
Wielokrotna złota medalistka mistrzostw Włoch. Stawała na podium pucharu świata, pucharu Europy oraz drużynowych mistrzostw Europy w chodzie sportowym.
Rekord życiowy w chodzie na 20 kilometrów: 1:26:36 (13 sierpnia 2017, Londyn). Palmisano jest rekordzistką Włoch w chodzie na 10 kilometrów (41:28 w 2020).